# جرم‌انگاری
جرم‌انگاری (انگلیسی: Criminalization) فرایندی در جرم‌شناسی است که طی آن «رفتارها و افراد به‌ترتیب مجرمانه و مجرم قلمداد می‌شوند». به‌این‌ترتیب اقداماتِ سابقاً قانونی ممکن است با قانون‌گذاری یا تصمیم قضایی، مجرمانه محسوب شوند. با وجود این، در تفسیر قانون موضوعه رسماً فرض بر این است که چنین مواردی عطف به ماسبق نمی‌شود، مگر اینکه صراحتاً توسط قانون‌گذار بیان شده باشد.